# Regionální letiště Walla Walla
Regionální letiště Walla Walla je veřejné letiště 5 kilometrů severovýchodně od města Walla Walla v americkém státě Washington.

## Historie
Při 2. světové válce se na letišti nacházela Letecká základna Walla Walla Letectva armády Spojených států amerických.
Ministerstvo války tehdy oznámilo, že vydá více než 7,5 milionu dolarů na stavbu cvičného letiště pro armádní letectvo vedle existujícího letiště ve Walla Walle. To se stalo se svým 0,81 km² jádrem armádního objektu, který měl celkově zahrnovat 8,76 km² půdy. Na místě bylo postaveno více než 300 budov, jejichž úkolem bylo ubytování, stravování a cvičení zhruba 6 tisíc mužů najednou.
91. bombardérová eskadra o sobě tvrdí, že byla první jednotkou, která zdejší základnu používala. Původně byla cvičena na Floridě a ve Walla Walle byla naučena létání s letadly Boeing B-17 Flying Fortress, se kterými pak zaznamenala obrovské úspěchy na bojištích v Evropě. Některá letadla si ihned získala slávu amerického tisku a jsou známa dodnes, jako například Memphis Belle, která v Evropě nalétala jako první z letadel 25 misí a její sláva ji vynesla až do Hollywoodu.
Ke konci roku 1943 byla letecká základna opuštěna, když druhé letectvo přestalo cvičit piloty na letadla B-17. V březnu následujícího roku se ale základny ujalo čtvrté letectvo, jehož cílem bylo cvičit zde piloty na letadla Consolidated B-24 Liberator.
Je odhadováno, že v době války prošlo výcvikem na základně Walla Walla přes osm tisíc vojáků, čímž zde bylo vytvořeno 594 posádek těžkých bombardérů. Celkem zde bylo nalétáno 114 514 hodin výcviku.
V roce 1947 prohlásilo americké letectvo letiště přebytečným a v prosinci téhož roku jej převedlo městu a okresu Walla Walla. Správou letiště a jeho převodu bylo pověřeno letištní vedení. Oficiálně získalo město s okresem kontrolu nad letištěm až roku 1949, stalo se tak prvním letištěm, kterému bylo povoleno vlastnictví více organizací.
Roku 1989 převzala vlastnictví a kontrolu nad letištěm organizace Port of Walla Walla. Od té doby slouží především obecnému letectví, ale také jedné komerční aerolince. Budovy obklopující letiště se staly sídlem různých malých průmyslů nebo výrobních podniků, včetně patnácti vinných společností pěstujících víno v oblasti.

## Zázemí
Letiště má plochu 938 hektarů se třemi ranvejemi. Nachází se zde radiomaják VOR s vysílací frekvencí 116,4 MHz. V roce 2006 se na letišti uskutečnilo 28 516 pohybů, což činí průměr 78 denně. 87 % z toho tvořilo obecné letectví, 13 % letecké taxi a méně než 1 % vojenská letadla a komerční lety. Ze 134 letadel umístěných na letišti tvořila 82 % jednomotorová letadla, 13 % vícemotorová, 2 % trysková letadla a po 1 % ultralehká letadla a větroně.
Walla Walla University na letišti provozuje ve spolupráci se společností Skyrunners Corporation leteckou školu.

## Aerolinky a destinace
- Horizon Air - Seattle/Tacoma

V minulosti zde provozovaly komerční lety také aerolinky West Coast Airlines a Cascade Airways, které sem létaly především s letadly společnosti Douglas respektive BAC. Cascade Airways zde měly navíc hlavní opravnu svých letadel. Po West Coast Airlines sem pokračovaly létat její následovnice Air West a Hughes Airwest, které ale časem přenechaly letiště jediné konkurenci.
Horizon Air provozuje své lety na letiště pod značkou Alaska Airlines prostřednictvím strojů Bombardier Dash 8.